# Penetrazione a lungo raggio
Una pattuglia, una forza, o un gruppo di penetrazione a lungo raggio è un'unità militare per operazioni speciali in grado di agire a grande distanza dietro le linee nemiche, ben lontano dal contatto diretto con forze amiche, a differenza di quanto previsto per una pattuglia di ricognizione a lungo raggio (in inglese: Long Range Reconnaissance Patrol, LRPP), cioè un piccolo gruppo impegnato principalmente in operazioni di ricognizione/acquisizione di informazioni tattiche.

## Storia
Sebbene il concetto di penetrazione a lungo raggio sia vecchio come la guerra stessa, nell'era moderna si considera iniziato dal maggiore Ralph Alger Bagnold con il suo Long Range Desert Group (LRDG) del 1940 nel Deserto occidentale. L'LRDG svolse operazioni di ricognizione e sabotaggio lontano dalle linee nemiche nel deserto libico.  Bagnold era un esperto esploratore del deserto che aveva addestrato il suo LRDG alla guida nel deserto, alla navigazione utilizzando il sole e le stelle oltre alla bussola e alla conoscenza del territorio. I loro rifornimenti consistevano in tutto (e solo) il materiale che i loro camion potevano trasportare.

Il MV Krait, imbarcazione usata per l'Operazione Jaywick, 26 settembre 1943.

Nel 1942 alcuni elementi dello Special Operations Executive (SOE) britannico, che da Singapore erano riparati in Australia, formarono il Services Reconnaissance Department (SRD) alleato per operazioni speciali nel teatro Pacifico sudoccidentale.
Nel suo ambito fu istituita la Z Special Unit ("Z Force") per eseguire operazioni nello stile commando dietro le linee giapponesi. Le lunghe distanze da ogni potenziale bersaglio imposero alla Z Force il requisito di tattiche non convenzionali, di penetrazione a lungo raggio. Reclutò personale da Australia, Regno Unito, Nuova Zelanda, e Indie olandesi orientali; in un momento successivo, anche combattenti nativi della resistenza locale. Nell'Operazione Jaywick (settembre 1943), un nucleo guidato dal capitano Ivan Lyon si spostò con una piccola barca da pesca indonesiana dall'Australia ai pressi di Singapore, dove utilizzò kayak pieghevoli per avvicinare navi alle quali attaccava mine "mignatta". In tal modo affondò o danneggiò seriamente 39 000 tonnellate di naviglio, prima di rientrare in Australia. Nel settembre 1944 Lyon comandò una seconda incursione su Singapore, l'Operazione Rimau, che si concluse con la morte di tutti i partecipanti. Nel periodo 1943—45 altri membri della Z Force eseguirono operazioni di raccolta informazioni e guerriglia in tutto il Pacifico sudoccidentale, tra cui i preparativi per gli sbarchi alleati nella Campagna delle Filippine e in quella del Borneo.
Il brigadier generale Orde Wingate, un militare di carriera famoso per l'originalità di comportamento e idee, aveva creato e comandato unità di guerriglia in Palestina ed Etiopia, prima di essere trasferito, nel 1942, nel teatro del sud-est asiatico. Wingate aveva delle idee in fatto di penetrazione a lungo raggio che potevano essere realizzate attraverso miglioramenti nella portata degli apparati di comunicazione e rifornimento aviotrasportato mediante velivoli di lungo raggio. Alla conferenza di Quebec del 1943 Wingate espose le sue idee a Winston Churchill, Franklin Delano Roosevelt, e molti altri leader. Wingate propose la creazione di teste di ponte in territorio nemico da rifornire dal cielo, che avrebbero avuto la stessa efficacia di truppe convenzionali contro il nemico. A Wingate venne affidato il comando della 77th Indian Infantry Brigade, che prese poi il nome di Chindits su suggerimento del capitano Aung Thin dei Burma Rifles. Tale nome era una storpiatura dell'animale mitologico posto a guardia dei templi buddhisti, detto chinthe. L'unità era appoggiata dal 1st Air Commando Group delle United States Army Air Forces e svolse due importanti operazioni. La prima fu penetrare in Birmania per 200 miglia nel febbraio 1943 con 3 000 uomini, e alcuni muli ed elefanti per trasportare le provviste. Wingate ritenne l'operazione un successo, ma il feldmaresciallo William Slim la giudicò un fallimento.

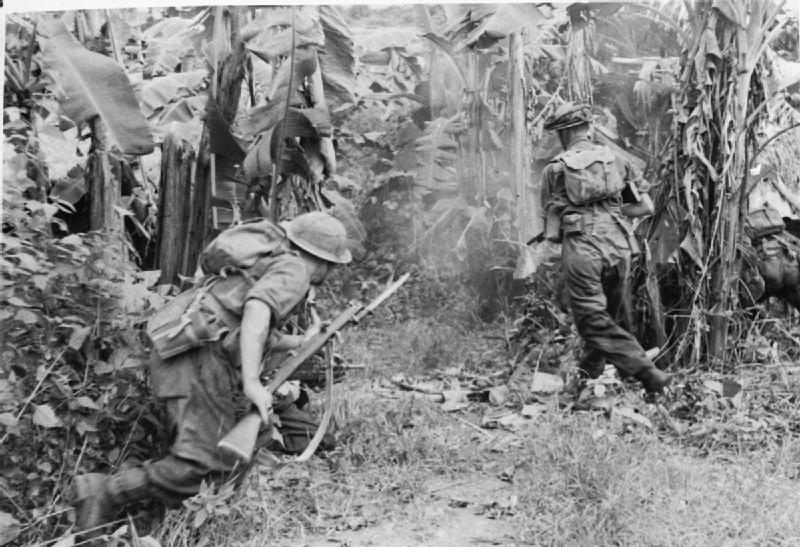
Truppe britanniche nella giungla birmana, 1944

Nel 1943 il generale Joseph Stilwell richiese il dispiegamento di forze speciali U.S. Army per sostenere le forze regolari dell'esercito cinese sotto il suo comando. Il generale George Marshall autorizzò una "forza di penetrazione a lungo raggio", reclutata fra le truppe US Army addestrate alla guerra nella giungla a Panama e negli Stati Uniti continentali, oltre a personale con esperienza recente di combattimento nella Campagna delle isole Salomone e in quella della Nuova Guinea. L'unità aveva la denominazione formale di 5307th Composite Unit (Provisional), ma divenne celebre come "Merrill's Marauders"; condusse operazioni in Birmania fino al 1944.

## Dopo la Seconda guerra mondiale
Dopo la Seconda guerra mondiale, le operazioni di penetrazione a lungo raggio venivano condotte da piccole unità con un organico da cinque a trenta uomini. Sabotaggio, sorveglianza, e conquista di posizioni strategiche erano i principali obiettivi perseguiti in profondità dietro le linee nemiche. Esempi notevoli sono il britannico Special Air Service (SAS), l'israeliano Sayeret Matkal, l'Australian Special Air Service Regiment, il New Zealand Special Air Service (NZSAS), il Rhodesian Special Air Service, le operazioni del 32nd Battalion sudafricano dopo la Guerra civile in Angola, e le operazioni di unità di penetrazione a lungo raggio dello Sri Lanka Army durante la guerra civile di quel Paese.

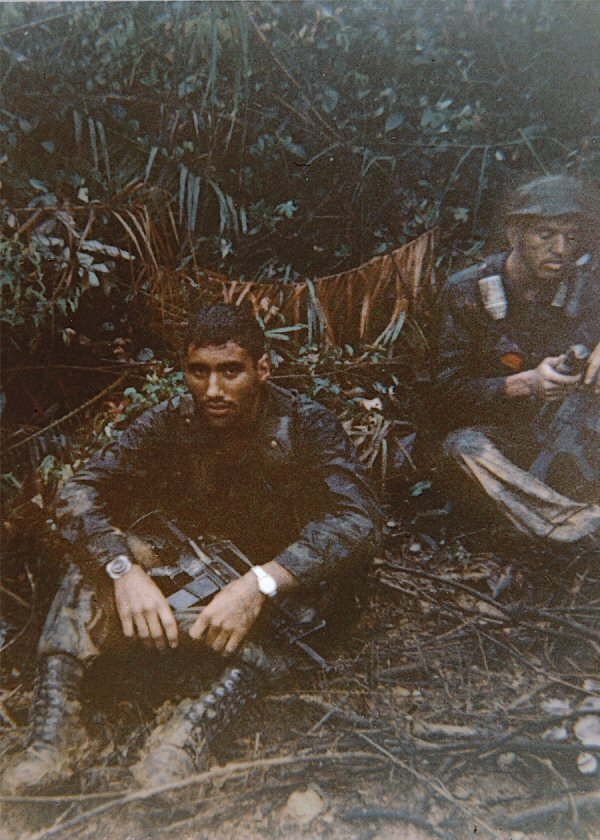
Caposquadra LRRP e operatore radiotelefonico U.S. Army Rangers, Vietnam, 1968

## Guerra del Vietnam
Nell'aprile 1968 membri del 2nd Platoon, Company E, 52nd Infantry, 1st Air Cavalry Division, Long Range Reconnaissance Patrol (LRP), comandata dal capitano Michael Gooding e dal tenente Joseph Dilger, condusse una delle più audaci operazioni di penetrazione a lungo raggio della Guerra del Vietnam conquistando il picco montuoso di 4 879 piedi (poco meno di 1 500 m) del Dong Re Lao, soprannominato "Signal Hill" dal quartier generale USA durante l'Operazione Delaware. Signal Hill stava assai dentro il territorio nemico nella valle A Sầu pesantemente fortificata al confine con il Laos. Dopo un intenso combattimento contro le truppe dell'esercito nord-vietnamita, fu espugnata la cima del rilievo montuoso, fornendo un sito vitale per rilanciare le comunicazioni e una base per il fuoco di supporto per le potenti operazioni di assalto aereo volte ad inoltrarsi nella base eseguite dalla prima e terza brigata della 1st Air Cavalry Division. Poiché all'epoca non esistevano le comunicazioni satellitari, quelle brigate, sprofondate al di sotto di un muro torreggiante di montagne non sarebbero state in grado di colloquiare con il quartier generale presso la costa di Camp Evans o con gli aerei che si avvicinavano.